# Les Aventures de Zak et Crysta dans la forêt tropicale de FernGully
Série
Les Merveilleuses Aventures de Crysta
(1998)
Pour plus de détails, voir Fiche technique et Distribution.
Les Aventures de Zak et Crysta dans la forêt tropicale de FernGully ou FernGully : Les aventures de Zak et Crysta au Québec (FernGully: the Last Rainforest) est un film d'animation australo-américain réalisé par Bill Kroyer, sorti en 1992. 
Une suite est sortie en 1998 s'intitulant Les Merveilleuses Aventures de Crysta (FernGully 2: The Magical Rescue).

## Synopsis
Dans la forêt de FernGully, Crysta une petite fée, apprend la magie des plantes et l'histoire de son peuple. L'esprit Magie-lune protège l'équilibre du clan des fées. Crysta décide de partir à l'aventure sur la montagne du danger, où elle rencontrera Zak, un jeune humain. En voulant l'aider, elle lui jeta un sort qui le fit devenir aussi petit qu'elle. Elle le ramènera alors dans la forêt. Zak faisait partie de l'équipe chargée de raser la forêt. La fée Crysta lui apprend comment vivre en harmonie avec la nature, puis il s'attache à la forêt et renonce à raser les arbres. Malheureusement, les autres humains continuent de la raser et libèrent Hexxus, le génie de la destruction. C'est ensemble que Zak et Crysta vont essayer d'empêcher les humains et l'esprit du mal de détruire la forêt. 

## Fiche technique
- Titre original : FernGully: the Last Rainforest
- Titre français : Les Aventures de Zak et Crysta dans la Forêt tropicale de FernGully
- Titre québécois : FernGully : Les aventures de Zak et Crysta
- Réalisation : Bill Kroyer
- Scénario : Jim Cox
- Musique : Alan Silvestri, orchestrée par William Ross
- Production : Peter Faiman (en) et Wayne Young
- Distribution : 20th Century Fox
- Pays d'origine :  Australie,  États-Unis
- Format : couleur
- Genre : Animation, Aventure, Fantasy et Thriller
- Durée : 76 minutes
- Date de sortie :
  - États-Unis : 10 avril 1992
  - Australie : 17 septembre 1992

## Distribution

### Voix originales
- Samantha Mathis : Crysta
- Jonathan Ward : Zak
- Robin Williams : Batty
- Christian Slater : Pips
- Tim Curry : Hexxus
- Grace Zabriskie : Magie Lune
- Geoffrey Blake : Ralph
- Robert Pastorelli : Tony
- Cheech Marin : Stump
- Tommy Chong : Root
- Tone Loc : Goanna

### Voix françaises
- Véronique Leblanc : Crysta
- Lino Dumont (Caroline Houdy): Crysta (chant)
- Daniel Russo : Zak
- Michel Papineschi : Batty
- Michel Barouille : Batty (chant)
- Thierry Wermuth : Pips
- Rémy Kirch : Hexxus
- José Germain : Hexxus (chant)
- Jacqueline Joubert : Magie Lune
- Franck Capillery : Ralph
- Patrick Messe : Tony
- Michel Fortin : Stump
- Jean-Loup Horwitz : Root
- Georges Atlas : Goanna

## Chansons du film
- C'est de la Magie - Soliste et chœurs
- Le Rap de Batty - Batty
- Si je mange un être vivant - Goanna
- Toxicose - Hexxus
- Il pleut de la Magie - Régis Leroy et chœurs
- Land of Thousand Dances - Guy
- Un aussi beau rêve - Lino Dumont (Caroline Houdy)
- Some Other World - Sir Elton John